# Jensen CV8
Jensen CV8 är en sportbil, tillverkad av den brittiska biltillverkaren Jensen Motors mellan 1962 och 1966. 
I slutet av femtiotalet började Jensen att leta efter en modern efterträdare till den Austin Princess-motor man länge använt, en motor som Austin tagit fram för att driva sina lastbilar. Liksom konkurrenten Bristol hittade man en villig leverantör i Chrysler. För att matcha den nya V8-motorn ritade Eric Neale en ny kaross i glasfiberarmerad plast. Formgivningen var avsiktligt okonventionell, eftersom Jensen riktade in sig på kunder som var ute efter något utöver det vanliga. Under karossen använde man en uppdaterad version av 541-chassit.
Våren 1964 uppdaterades bilen med en ännu större motor. De sista bilarna tillverkades parallellt med efterträdaren Interceptor.
Motor:
| Modell  | Motor             | Cylindervolym | Effekt | Bränslesystem   |
| ------- | ----------------- | ------------- | ------ | --------------- |
| Mk I-II | 8-cyl V-motor ohv | 5916 cm³      | 305 hk | Enkel förgasare |
| Mk III  | 8-cyl V-motor ohv | 6276 cm³      | 330 hk | Enkel förgasare |